# Эспиньос, Бенито
Бенито Эспиньос (исп. Benito Espinós; 1748, Валенсия — 1818, там же) — испанский художник, мастер натюрморта.

## Биография
Родился в 1748 году в Валенсии в семье малоизвестного художника и гравёра Хосе Эспиньоса, который в основном зарабатывал созданием эскизов для местной ткацкой фабрики. 
Учился живописи сперва у своего отца, а затем — в Академия изящных искусств Сан-Карлос. 
В 1784 году он был назначен директором школы цветов и орнаментов, целью которой было обеспечить подготовку художников для нужд валенсийской шёлковой промышленности. Эта школа была интегрирована в состав Академии изящных искусств Сан-Карлос на правах отделения или мастерской, и там  готовили в том числе и станковых живописцев, мастеров натюрморта («цветочной живописи»). 
Среди его учеников выделялся, в частности, Мигель Парра, с которым учитель впрочем находился в напряжённых отношениях. 
В 1788 году Эспиньос посетил Мадрид где подарил пять своих картин будущему королю Карлу IV. В 1802 году он вновь получил аудиенцию у Карла IV, теперь уже короля. 
В 1815 году Эспиньос ослеп на один глаз и оставил руководство мастерской в составе Академии. 
Эспиньос скончался в Валенсии в 1818 году. 
Сегодня работы Эспиьоса хранятся, в частности, в собраниях Музея изящных искусств Валенсии и мадридского музея Прадо.

## Галерея
- Натюрморт с цветами и графином.
- Портрет неизвестной в обрамлении гирлянды цветов.
- Цветочный натюрморт.
- Гирлянда цветов с Минервой и Меркурием.